# Helgafellssveit
Helgafellssveit est une localité située sur la péninsule de Snæfellsnes, sur la côte ouest de l'Islande.

## Histoire
Stykkishólmur et Helgafellssveit fusionne en 2022 pour former la nouvelle municipalité de Stykkishólmur-Helgafellssveit.

## Démographie
Évolution de la population :
2011: 61
2022: 79 